# El caso Jane Eyre
El caso Jane Eyre (The Eyre Affair en la edición original) es una novela de ciencia ficción del escritor Jasper Fforde publicada en 2001, cuya protagonista es la detective literaria Thursday Next. Es difícil definir el género literario al que pertenece, ya que además de ciencia ficción (viajes en el tiempo y cronopolicías) posee elementos de ucronía (tiene lugar en una realidad en que la Guerra de Crimea no ha finalizado después de 131 años y donde el dirigible sigue siendo el medio de transporte aéreo generalizado) y fantasía (existen hombres lobo y vampiros). La narración está llena de guiños al lector, bromas y juegos de palabras.

## El mundo de Thursday Next
En la realidad alternativa de Thursday Next, Inglaterra y el Imperio ruso siguen todavía luchando en la Guerra de Crimea en el año 1985. Inglaterra está gobernada desde las sombras por la Corporación Goliath (una compañía que ayudó a reconstruir el país y la economía tras la Segunda Guerra, con representantes en todos los ámbitos y que no responde legalmente ante nadie por decreto). Gales es una República Popular socialista independiente del resto de Reino Unido.
La literatura es un tema de grandes pasiones, sobre todo la polémica en torno a la autoría de las obras de William Shakespeare (existe una especie de secta, los Baconianos, que sostienen que fue Francis Bacon y no Shakespeare quien las escribió, y van de puerta en puerta tratando de ganar adeptos). Los jóvenes se enfrentan en bandas pertenecientes a estilos clásicos y surrealistas, protagonizando violentas peleas. En la ciudad de Thursday, Swindon, se representa semanalmente la obra Ricardo III con participación del público al más puro estilo de The Rocky Horror Picture Show.
La tecnología genética está mucho más avanzada que en nuestro mundo, siendo la clonación de especies extintas a través de packs de clonación una moda de unos años atrás en el tiempo en que transcurre la acción. La propia protagonista tiene un dodo como mascota. Este no posee alas debido a la versión 1.2 a la que pertenece, que aún no poseía la secuencia completa de ADN del extinto animal.
Los viajes en el tiempo son posibles, y existe un departamento policial conocido como CronoGuardia que se ocupa de preservar la estabilidad temporal (concepto ya utilizado en otras obras de ciencia ficción como Guardianes del tiempo de Poul Anderson, entre otras).
Además de las fuerzas del orden regulares, existe la Red de Operaciones Especiales, un organismo dividido en 30 departamentos. El trigésimo departamento es el más mundano de todos, el OE-30, Disputas Vecinales. Thursday Next trabaja para Detectives Literarios (OE-27), y OE-24 es Crímenes Artísticos. Por debajo de OE-20 la ocupación de los departamentos es información restringida, si bien se conoce que OE-12 es la CronoGuardia y OE-9 es Antiterrorismo. Se rumorea que OE-1 se ocupa de los asuntos internos del resto de departamentos, como una policía de OpEspec en sí.
Existen los vampiros y los licántropos, si bien los primeros son objeto de aniquilación (por parte, como se revela durante el libro, del departamento OE-17), los hombres lobo reciben una medicación para suprimir sus síntomas y llevan una vida normal.

## Argumento
La veterana de la Guerra de Crimea Thursday Next es una mujer en sus treinta que trabaja como detective literario para OpEspec 27. Vive en Londres con su mascota clonada, un dodo llamado Pickwick (en referencia a la novela de Charles Dickens Los papeles póstumos del Club Pickwick). Al comienzo de la historia, recibe la misión de investigar el robo del manuscrito original de Martin Chuzzlewit, también obra de Charles Dickens.
En relación con dicha investigación, Thursday es transferida temporalmente a OpEspec 5 para identificar a un sospechoso, el tercer criminal más buscado del mundo, Acheron Hades, quien fue profesor de Thursday en la universidad y posee extraños poderes que impiden que su imagen quede registrada en videos o fotografías, siendo ella una de las pocas personas que sabe cómo es. Además de esta habilidad, Hades es aparentemente invulnerable a las armas de fuego y posee la capacidad de controlar y engañar las mentes débiles. Thursday se enfrenta a Hades en una desastrosa escaramuza que acaba con su superior de OE-5 y otras dos personas, muertas. La propia Thursday es dada por muerta por Hades tras dispararle al pecho (disparo detenido por un ejemplar de Jane Eyre que la protagonista llevaba entre la ropa). El propio Hades simula un accidente y es dado por muerto. Un desconocido atiende las heridas de Thursday hasta que llegan los servicios médicos, y resulta ser Edward Rochester, protagonista de Jane Eyre, que de alguna manera ha sido capaz de cruzar el velo que separa la ficción de la realidad e ir en su auxilio. No es la primera vez que dicho velo se rompe para Thursday: en su niñez, durante una visita a la casa-museo de las hermanas Brontë, esta es capaz de introducirse por un breve lapso de tiempo en el libro, convirtiéndose en la niña que causa la caída de Rochester del caballo, con el consiguiente encuentro entre este y Jane Eyre. En la realidad de Thursday la novela tiene un final distinto al que conocemos, terminando Jane en la India con sus primos en vez de casarse con Rochester, final que es motivo de cierta desazón entre los lectores de la obra.
Mientras se está recuperando de sus heridas en el hospital, Thursday recibe la visita de su yo futuro montado en un porsche de colores que le advierte que Hades sigue vivo y la insta a aceptar un trabajo en Swindon (su ciudad natal). El traslado a un puesto poco ambicioso, en una ciudad sin mucho atractivo, atrae la atención de Jack Schitt, un miembro de la Corporación Goliath que por algún motivo está investigando a Hades, a quien no cree muerto. Schitt trata de sonsacarle a Thursday lo que sabe, pero esta se niega a confiar en él.
Una vez en Swindon, Thursday conoce a Spike Stoker, un agente de OpEspec 17 que se ocupa de cazar vampiros y capturar hombres lobo y por quien siente una inmediata simpatía. También encuentra en una tienda de coches el porsche con el que se vio a sí misma en el hospital y lo compra. Una vez en casa, se encuentra con su madre Wednesday y sus tíos Mycroft y Polly. Mycroft es un inventor entre cuyos últimos hallazgos está un papel de calco que traduce entre idiomas a la vez que se escribe, un cuerno identificador de olores personales, un salvapantallas de retina, y lo que es más importante, unos gusanos llamados GusaLibros, inicialmente pensados como una forma de transportar grandes cantidades de información a través de su código genético, pero que resultan tener ciertas habilidades muy impresionantes: a través de una máquina que recibe el nombre de Portal de Prosa, se puede abrir una puerta a cualquier obra escrita. Mycroft no llega a mostrarle para qué sirve esta máquina a su sobrina, quien se marcha para alojarse en un hotel durante su estancia en Swindon.
Allí recibe la visita de Landen Parke-Laine, su ex prometido, pero con quien rompió años atrás cuando Landen declaró que el desastre de Crimea en que se vieron envueltos y que desembocó en una auténtica masacre se debió a un error de Anton, el hermano de Thursday que también era su mejor amigo, y que murió en aquella operación. Thursday no ha podido perdonárselo, y le trata con frialdad, a pesar de que sigue enamorada de él. Landen también parece seguir teniendo interés en ella, y la invita a acudir con él a una representación de Ricardo III a la que solían ir cuando aún estaban juntos.
Los nuevos compañeros de trabajo de Thursday en Detectives Literarios son Bowden Cable y Victor Analogy, su jefe. Ambos están muy satisfechos de contar entre sus filas con una agente de OE-5 (ya que Thursday conserva aún su acreditación, y no es raro que los agentes de departamentos de acción se tomen temporadas de descanso en divisiones menos estresantes), ya que quieren investigar el asesinato de uno de sus compañeros, muerto por 6 disparos de bala en la cara durante la investigación del caso de un raro manuscrito que había llegado a sus oídos. Thursday sospecha que dicho manuscrito podría no ser otro que el Martin Chuzzlewit y que el asesinato podría estar relacionado con Hades. 
Durante su primera mañana Thursday conoce también a Braxton Hicks, jefe de Victor Analogy y responsable de varios departamentos más aparte de OE-27, y descubre que este se encuentra bajo el control de Jack Schitt. 
Mientras tanto, durante una de las pruebas del Portal de Prosa en la que Mycroft introduce a su esposa Polly en un poema de Wordsworth, Hades irrumpe y secuestra al científico, tomando a Polly como rehén y llevándose el Portal de Prosa. Como muestra de sus intenciones, el villano y sus compinches sacan del manuscrito al Señor Quaverley, un personaje secundario de Martin Chuzzlewit que en la versión de este mundo (en realidad tal personaje no existe en la novela) aparecía brevemente y se dedicaba a conversar de temas que no conocía bien. Felix7, el subordinado más fiel de Hades, es enviado a deshacerse de Sturmey Archer, quien resulta ser el mismo hombre al que Thursday y Cable han acudido a investigar en relación con el asesinato del detective literario. Durante el encuentro, Felix7 muere tras admitirse culpable del asesinato, y después de haber matado a Sturmey. Ambos descubren que Jack Schitt sospechaba que Hades enviaría a alguien a por ese hombre, y pensaba seguirle después de que acabara con los dos detectives.
Thursday acude a una petición de socorro de Spike, durante la que se revela que este a su vez sufre de licantropía, estando al borde de perder el control al no haber podido tomar la medicación durante una misión. En agradecimiento por su ayuda, Spike le regala a Thursday una bala de plata de las que usa en su caza.
De vuelta al trabajo, Thursday recibe la visita de un hombre que ha notado la desaparición del libro del Señor Quaverley, al que reconoce poco después en el hombre no identificado que ha sido encontrado muerto. Acheron Hades emite un comunicado en el que solicita un rescate millonario a cambio de no asesinar a continuación al propio Martin Chuzzlewit, siendo la elegida para entregarlo la propia Thursday. Goliath se hace cargo de pagar el dinero, aunque el maletín entregado a Thursday resulta no contener lo pactado. Martin se salva gracias a la intervención del tío Mycroft, que destruye el manuscrito original para preservar la historia. De este modo, Hades se ve obligado a buscar una nueva novela para renovar sus extorsiones (los cambios en el manuscrito original afectan a todas las versiones, mientras que en una cualquiera, solo a ese ejemplar).
Una vez identificados los esbirros de Hades, Victor Analogy se infiltra en una reunión de Pasatierras para localizar al doctor Müller (una sociedad secreta de la que Müller fue socio fundador. y que organiza reuniones para atrapar fragmentos de meteoro con guantes de béisbol). Müller se convierte en humo nada más empezar a confesar, debido a algún mecanismo de seguridad diseñado por Hades para evitar soplos, y solo consigue decirles las palabras Penderyn y Guess. Aunque saben que Acheron se encuentra en Gales, el nombre Penderyn es muy popular allí.
Thursday se entera del inminente matrimonio de Landen con otra mujer, y Hades roba el manuscrito original de Jane Eyre. De camino a la mansión de las Brönte, Thursday y Cable tropiezan con una anomalía temporal a la que deciden poner solución, viajando al pasado y teniendo lugar la escena en la que Thursday se avisa a sí misma en el hospital. 
Thursday y los demás se dan cuenta de que la palabra que ellos creyeron era guess (adivina en inglés) es en realidad parte de Gwesty (hotel en galés), que resulta ser un hotel abandonado en el que Victor Analogy pasó su luna de miel. Thursday consigue que un conocido les ayude a pasar a la República, y se dirigen a detener a Hades, consiguiendo rescatar a Mycroft y haciéndose con el Portal de Prosa, pero escapando Acheron al interior de Jane Eyre. 
Thursday va tras él, y después de un tiempo (durante el que conoce a la señora Nakajima, una japonesa que tiene la habilidad de entrar en Jane Eyre espontáneamente, llevándose consigo turistas) logra   pararle los pies a Acheron (usando la bala de plata que Spike le regaló, al darse cuenta de que la mujer de Rochester logra herirlo con unas tijeras de plata), cambiando el final de Jane Eyre al que conocemos en nuestro mundo. 
De vuelta en su mundo, Thursday libera a su tía Polly, y envía a Jack Schitt (cuyos planes para el Portal de Prosa no eran otros que hacer realidad un armamento muy avanzado que Goliath no había sido capaz de construir en la realidad) dentro de un ejemplar del cuento de Edgar Allan Poe, El cuervo.
Thursday acude a la boda de Landen con idea de detenerla, pero no tiene valor. Finalmente la boda se detiene cuando un abogado (el mismo que detuvo la boda de Jane Eyre en la novela, enviado por Rochester a través de la Señora Nakajima) revela que la novia ya está casada. Thursday y Landen se reconcilian y se casan.